# Марк Вільямс
Марк Вільямс (англ. Mark Williams; нар. 22 серпня 1959 Бромсгроув, Вустершир, Велика Британія) — англійський актор, комік і сценарист. Найбільш відомий ролями Артура Візлі (в серії фільмів про Гаррі Поттера) і отця Брауна (в однойменному телесеріалі).

## Життєпис
Марк Вільямс народився 22 серпня 1959 року в Бромсгроувi, Англія.
У 1996 році в парі з Гленн Клоуз (Лютелла де Віль) і Г'ю Лорі (Джаспер Бякін) знявся у фільмі «101 далматинець», виконавши роль Горація/Хоріса Бякіна.
У 2007 році взяв участь в зйомках фільму «Зоряний пил», за сценарієм Ніла Ґеймана. Також в екранізації були залучені такі актори, як Мішель Пфайффер, Роберт Де Ніро і Клер Дейнс.
Вільямс також представив кілька документальних фільмів: «Великі вибухи Марка Вільямса» (про історію вибухових речовин), «Марк Вільямс на рейках», «Промислові відкриття» та «Більше промислових одкровень».
Є вболівальником футбольних клубів «Астон Вілла» і «Брайтон енд Гоув Альбіон».
З'явився в 7 сезоні науково-фантастичного телесеріалу «Доктор Хто» в ролі Брайна Вільямса. Знімається в головній ролі в детективному телесеріалі «Отець Браун» телеканалу BBC One про католицького священника отця Брауна, який веде розслідування в невеликому англійському містечку Кемблфорд в 50-х роках XX століття.

## Фільмографія
| Рік                 |   | Українська назва                                | Оригінальна назва                             | Роль                                                |
| ------------------- | - | ----------------------------------------------- | --------------------------------------------- | --------------------------------------------------- |
| 1988                | с | Червоний карлик                                 | Red Dwarf                                     | Олаф Петерсен                                       |
| 1994                | ф | Принц Ютландії                                  | Prince of Jutland                             | Аслак                                               |
| 1996                | ф | 101 далматинець                                 | 101 Dalmatians                                | Горацій/Хоріс Бякін, один з посіпак Лютелли де Віль |
| 1997                | ф | Злодюжки                                        | The Borrowers                                 | Джефф, винищувач гризунів і комах                   |
| 1998                | ф | Закоханий Шекспір                               | Shakespeare in Love                           | Wabash                                              |
| 1999                | ф | Що трапилося з Гарольдом Смітом?                | Whatever Happened to Harold Smith?            | Роланд Торнтон                                      |
| 2000                | ф | Високі підбори і низький рівень життя           | High Heels and Low Lifes                      | Тремейн                                             |
| 2002                | ф | Гаррі Поттер і таємна кімната                   | Harry Potter and the Chamber of Secrets       | Артур Візлі                                         |
| 2004                | ф | Агент Коді Бенкс 2: Пункт призначення — Лондон  | Agent Cody Banks 2: Destination London        | Inspector Crescent                                  |
| 2004                | ф | Гаррі Поттер і в'язень Азкабану                 | Harry Potter and the Prisoner of Azkaban      | Артур Візлі                                         |
| 2005                | ф | Гаррі Поттер і келих вогню                      | Harry Potter and the Goblet of Fire           | Артур Візлі                                         |
| 2007                | ф | Гаррі Поттер та Орден Фенікса                   | Harry Potter and the Order of the Phoenix     | Артур Візлі                                         |
| 2007                | ф | Зоряний пил                                     | Stardust                                      | Людська форма козла                                 |
| 2007                | ф | Номер з видом                                   | A Room with a View                            | містер Біб                                          |
| 2008                | с | Розум і почуття                                 | Sense and Sensibility                         | сер Джон Міддлтон                                   |
| 2009                | ф | Гаррі Поттер і Напівкровний Принц               | Harry Potter and the Half-Blood Prince        | Артур Візлі                                         |
| 2009                | с | Інспектор Джордж Джентлі                        | Inspector George Gently                       | Джо Бішоп                                           |
| 2010                | ф | Гаррі Поттер і Смертельні реліквії: Частина 1   | Harry Potter and the Deathly Hallows — Part 1 | Артур Візлі                                         |
| 2010                | с | Міс Марпл Агати Крісті, епізод "Чому не Еванс?" | Agatha Christie’s Marple                      | Еванс                                               |
| 2010                | с | Пригоди Мерліна, епізод «Goblin's Gold»         | Merlin                                        | гоблін (голос)                                      |
| 2011                | ф | Гаррі Поттер і Смертельні реліквії: Частина 2   | Harry Potter and the Deathly Hallows — Part 2 | Артур Візлі                                         |
| 2011                | ф | Таємничий Альберт Ноббс                         | Albert Nobbs                                  | Шон Кейсі                                           |
| 2012                | с | Віртуози                                        | Hustle                                        | Дейл Рідлі                                          |
| 2012                | с | Доктор Хто                                      | Doctor Who                                    | Брайан Вільямс                                      |
| 2013                | с | Замок Бландінгс                                 | Blandings                                     | дворецький Бідж                                     |
| 2013—теперішній час | с | Отець Браун                                     | Father Brown                                  | Отець Браун                                         |